# Benasau
Benasau  es un municipio español situado en el norte de la provincia de Alicante en la comarca del Condado de Cocentaina (Comunidad Valenciana). Cuenta con una población de 171 habitantes (INE 2024). Hasta mediados del siglo XIX se denominaba Benasau y Ares.

## Geografía
La carretera que lleva desde Alcoy hasta Callosa de Ensarriá por el puerto de Confrides cruza Benasau.
El municipio comprende también el pueblo de Ares del Bosque que está a 1,5 km de Benasau. 

### Localidades limítrofes
Su término municipal limita con los de Alcolecha, Cuatretondeta, Penáguila y Gorga.

## Historia
Población de origen musulmán. Fue ocupada a mediados del siglo XIII por el rey Jaime I de Aragón. Lugar de moriscos que con la sublevación de Al-Azraq y la subsiguiente expulsión, casi se despobló. El año 1609 tenía unos 145 habitantes. A partir del 1535 entró a formar parte de la rectoría de Alcolecha, de la cual se separó posteriormente.

## Demografía
Cuenta con una población de 171 habitantes (INE 2024).
| Gráfica de evolución demográfica de Benasau entre 1842 y 2021 |
| |
| Población de derecho según los censos de población del INE. Población de hecho según los censos de población del INE.En este censo se denominaba Benasu y Ares: 1842. |

| Población | 682 | 678 | 651 | 516 | 493 | 478 | 481 | 470 | 397 | 341 | 253 | 221 | 189 | 222 | 210 | 178 |

## Política
|                                               |         |                    |       |       |            |            |
| Elecciones municipales del 26 de mayo de 2019 |         |                    |       |       |            |            |
| Partido                                       | Partido | Candidato          | Votos | Votos | Concejales | Concejales |
| Partido Popular: Partido Popular              |         | Raúl Dalmau Aliaga | 56    | 50,00 | 4          | 4          |
| Fuente: Ayuntamiento de Benasau.              |         |                    |       |       |            |            |

| Periodo   | Nombre                    | Partido                   |
| --------- | ------------------------- | ------------------------- |
| 1979-1983 | Rafael Grau Ivorra        | PP                        |
| 1983-1987 | Rafael Grau Ivorra        | PP                        |
| 1987-1991 | Rafael Grau Ivorra        | PP                        |
| 1991-1995 | Rafael Grau Ivorra        | PP                        |
| 1995-1999 | Rafael Grau Ivorra        | PP                        |
| 1999-2003 | Vicente Cantó García      | AJB                       |
| 2003-2007 | María Glòria Oltra i Grau | BLOC                      |
| 2007-2011 | Nieves Más Gadea          | PSPV-PSOE                 |
| 2011-2015 | Nieves Más Gadea          | PSPV-PSOE                 |
| 2015-2019 | Alberto Company Company   | Fem Poble. Fem Benasau:AC |
| 2019-2023 | Raúl Dalmau Aliaga        | PP                        |

## Monumentos y lugares de interés
- Torre del Palacio. Torre-Palacio de los Barones de Finestrat. Declarada Bien de Interés Cultural.

- Iglesia Parroquial de San Pedro. Edificio de interés arquitectónico, cuya capilla de la Comunión, dedicada actualmente a la Virgen del Carmen, ha sido restaurada recientemente.

## Fiestas locales
- Fiestas Patronales. Se celebran en honor de san Joaquín a partir del 16 de agosto.